# Olympische Sommerspiele 1988/Teilnehmer (Togo)
| Gelbes Symbol für Goldmedaillen mit stilisierten Olympischen Ringen | Graues Symbol für Silbermedaillen mit stilisierten Olympischen Ringen | Braundes Symbol für Bronzemedaillen mit stilisierten Olympischen Ringen |
| ------------------------------------------------------------------- | --------------------------------------------------------------------- | ----------------------------------------------------------------------- |
| —                                                                   | —                                                                     | —                                                                       |

Togo nahm an den Olympischen Sommerspielen 1988 in Seoul, Südkorea, mit einer Delegation von sechs Sportlern (allesamt Männer) teil.

## Teilnehmer nach Sportarten

### Boxen
- Anoumou Aguiar
Halbweltergewicht: 2. Runde

- Ayewoubo Akomatsri
Bantamgewicht: 2. Runde

- Abdoukerim Hamidou
Weltergewicht: 3. Runde

### Leichtathletik
- Akossi Gnalo
400 Meter: Vorläufe

- Boeviyoulou Lawson
100 Meter: Vorläufe

- Toyi Simklina
Dreisprung: 40. Platz in der Qualifikation